# Escala de Palerm
L'Escala Tècnica d'Amenaça d'Impacte de Palerm (en anglès: Palermo Technical Impact Hazard Scale) és una escala del tipus logarítmica (base 10). La seua funció és mesurar el risc d'impacte d'un objecte pròxim a la terra (NEO, de l'anglès Near Earth Object). Se compara la probabilitat d'impacte potencial de l'objecte detectat amb el risc mitjà d'un altre objecte d'igual o superior mida al llarg dels anys fins a la data de l'impacte potencial prevista.
Existix una altra escala pareguda anomenada Escala de Torí que pren valors discrets (nivells 0-12) amb el que facilita la seua comprensió. En ser menys tècnica està orientada a gent amb menys coneixements teòrics.
Els valors que pot prendre l'escala de Palerm estan entre -2 i 2, són de caràcter continu a diferència de l'escala de Torí. El valor -2 significa que només existeix un 1% del risc mitjà d'impacte. El valor 0 ens indica que la probabilitat d'impacte és la mateixa que la probabilitat del risc mitjà. El valor 2 indicaria que la probabilitat d'impacte és 100 vegades superior al risc mitjà.

## Fórmula matemàtica
La fórmula de càlcul de l'escala de Palerm: 
{\displaystyle P=\log _{10}{\frac {p_{i}}{f_{B}T}}}
- {\displaystyle {p_{i}}} és la probabilitat de l'impacte.

- {\displaystyle {T}} = és el període que falta fins que ocorrerà l'impacte.

- {\displaystyle {Fb}} = és la freqüència anual d'impacte. Actualment s'ha estimat en: {\displaystyle f_{B}=0.03E^{-0.8}\;}